# Ingo Spelly
Ingo Spelly (n. 6 noiembrie 1966, Lübben (Spreewald), Brandenburg, Germania) este un canoist ce a reprezentat Germania, medaliat olimpic. A participat la 2 ediții ale Jocurilor Olimpice (1988, 1992) în care a câștigat o medalie de aur și două medalii de argint.